# Brateïevo

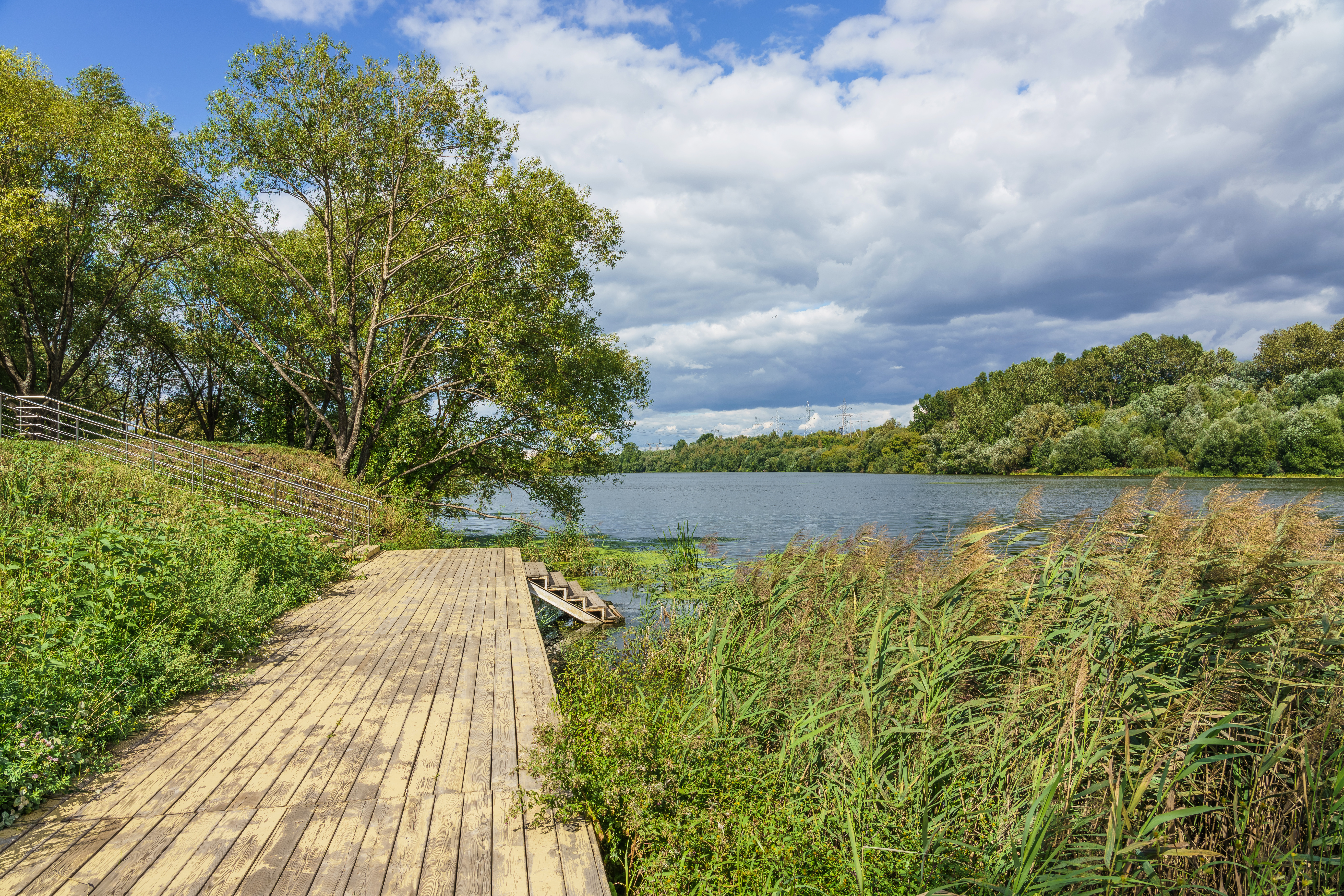
Plaine d'inondation à Brateïevo. Août 2018.

Brateïevo (Муниципальное образование Братеево) est un district administratif du district administratif sud de Moscou, existant depuis 1991.

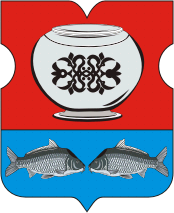
Armes du district
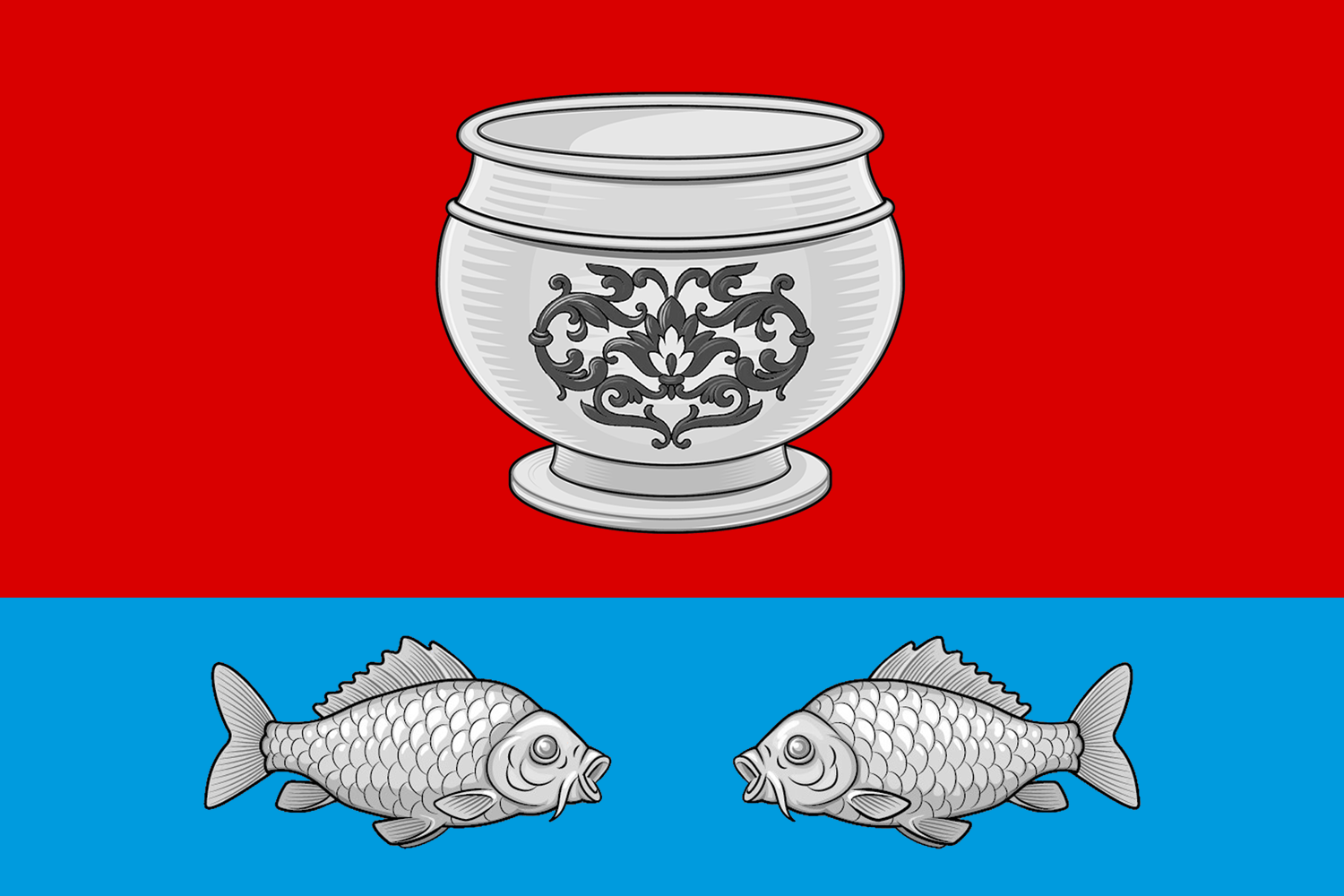
Drapeau du district